# Точкова забудова

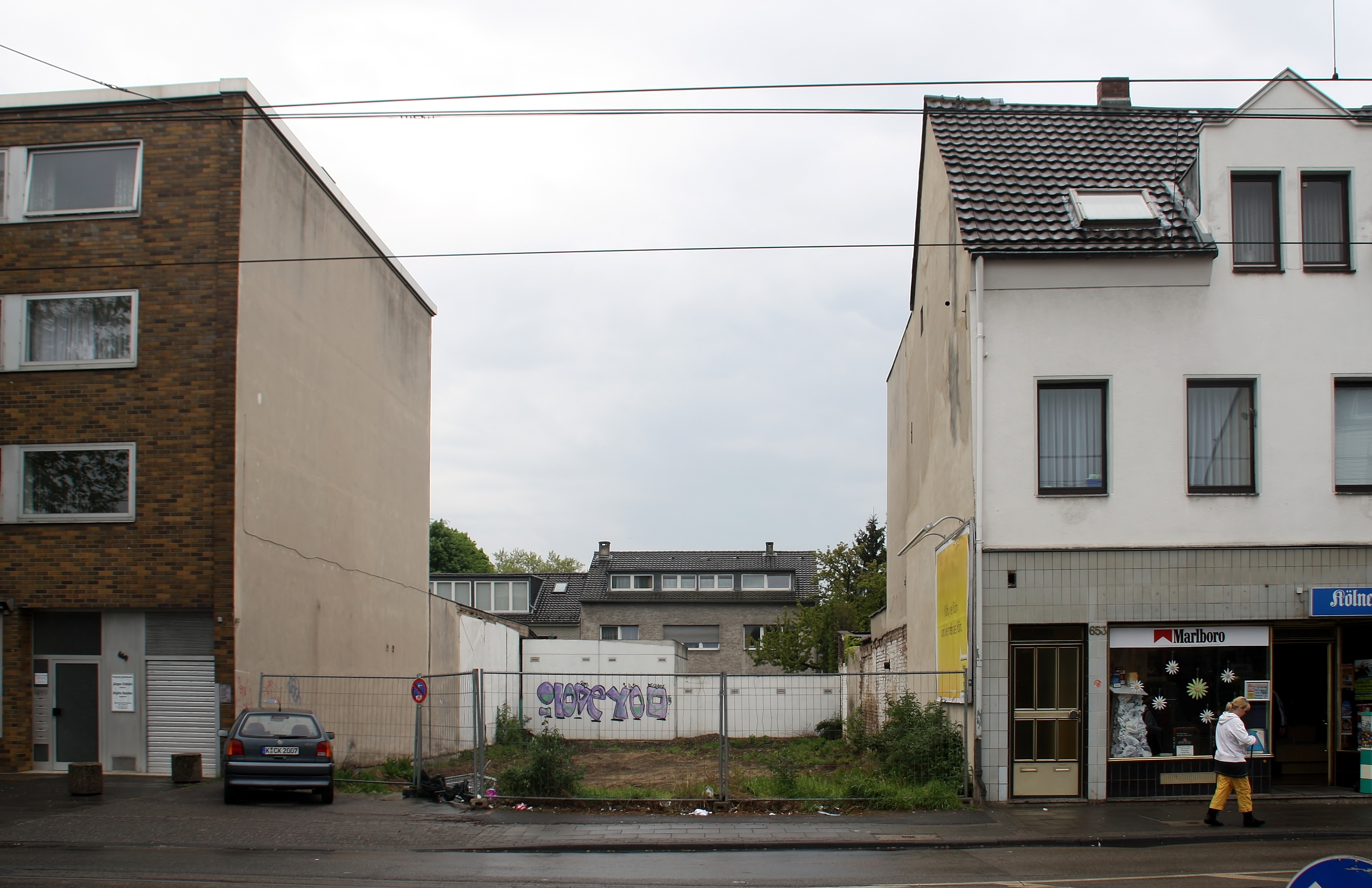
Потенційне місце під ущільнюючу забудову

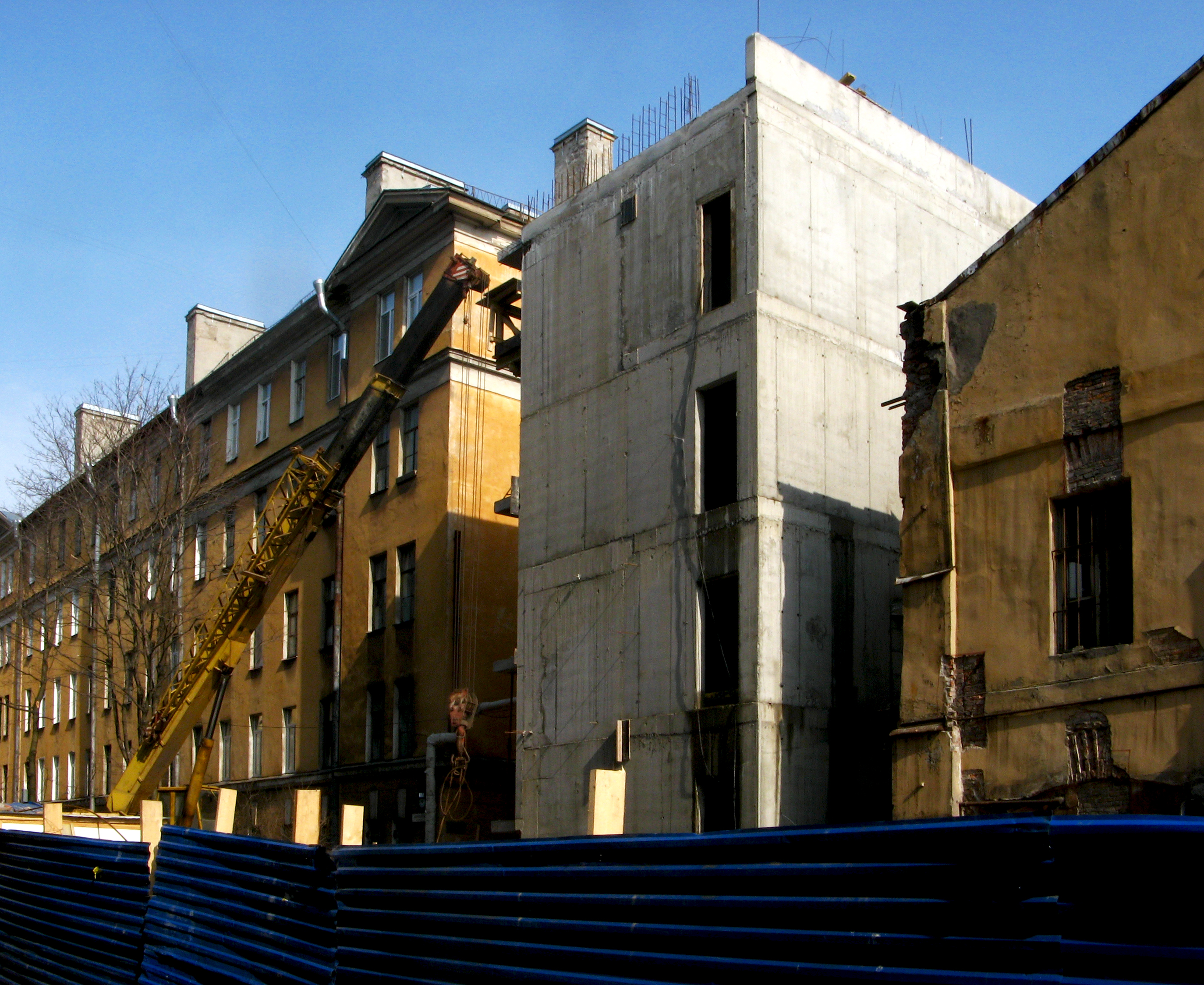
Приклад точкової забудови між двома старими будівлями

Точкова забудова, ущільнююча забудова, або будинки-вставки — один з типів забудови, який передбачає переосмислення вже існуючої території, внаслідок якого з'являються нові будівлі, часто в історично сформованому районі на незабудованій ділянці. Наприклад, в проміжку між старими будівлями, на місці зелених зон. До цього терміна відноситься також і побудова будинків там, де вже колись мали побудувати будівлю, але з якихось причин це не відбулось. Протиставляється комплексній забудові.
Точкова забудова має як переваги, так і недоліки, зокрема збільшує щільність населення і часто норми за кількістю озеленення на одного жителя там не дотримуються. У цій ущільненої забудови, де розміщені будівлі та обслуговуючі їх парковки, немає площ для створення рекреаційних зон.
Також точкова забудова виникає часто з порушенням діючих містобудівних норм і правил землекористування.